# Инструменталиста
Инструменталиста је музичар који свира неки музички инструмент.

## Врсте инструменталиста
- Инструменталиста - професионалац је онај музичар који се посветио инструменту и живи од свирања, обрнуто кажемо да је инструменталиста - аматер (инструмент му је хоби). Само врхунски инструменталиста може бити уметник.

- Инструменталиста може бити школован (музички образован) и нешколован (без музичког образовања).

- Инструменталиста који свира виолину назива се виолиниста, ако свира кларинет, кажемо да је кларинетиста, ако свира клавир, он је клавириста итд.

- Инструменталиста може да свира сам, онда је солиста, може да свира са неким (рецимо у дуету), а најчешће свира у неком оркестру.[5] У оркестру свира много инструменталиста.

- Инструменталиста може да свира класичну, народну, забавну или џез музику.

- За музичара који свира два или више инструмената кажемо да је мулти-инструменталиста.